# Сан Фермо Бис (Белуно)
Сан Фермо Бис (итал. San Fermo Bis) је насеље у Италији у округу Белуно, региону Венето.
Према процени из 2011. у насељу је живело 32 становника. Насеље се налази на надморској висини од 388 м.